# Richard Simmons
Milton Teagle «Richard» Simmons (Nueva Orleans, Luisiana, 12 de julio de 1948-Los Ángeles, California, 13 de julio de 2024) fue una personalidad de televisión estadounidense, especialista de aeróbic y fitness. Fue conocido por sus videos de ejercicios físicos para hacer en casa, tanto en formato VHS en la década de 1980 como en formato DVD.

## Biografía
Simmons nació en Nueva Orleans, Luisiana, el 12 de julio de 1948 y se crio en el Barrio Francés de Nueva Orleans. Simmons tiene un hermano mayor, Leonard, Jr. Su padre fue educado como metodista y trabajó como maestro de ceremonias y más tarde en tiendas de segunda mano, mientras que su madre era judía rusa y fue bailarina ambulante de abanicos y más tarde vendedora de cosméticos en una tienda. Asistió a la Universidad de Luisiana en Lafayette antes de licenciarse en arte por la Universidad Estatal de Florida.

## Trayectoria
Los gimnasios de la década de 1970 estaban enfocados a los clientes que ya estaban en forma, por lo que había poca ayuda disponible para quienes necesitaban ponerse en forma a partir de un estado poco saludable. Simmons, que sufrió obesidad en su niñez y adolescencia, comenzó a interesarse por el fitness, que le ayudó a perder 56 kg. Más tarde abrió su propio estudio de ejercicios, originalmente llamado The Anatomy Asylum, donde se hacía hincapié en la alimentación sana, que luego fue rebautizado como «Slimmons», el establecimiento continuó en Beverly Hills y Simmons impartió clases motivacionales y aeróbicas.
Así fue como Simmons empezó a llamar la atención de los medios por el éxito de su club de salud, comenzó a aparecer en el programa Real People, donde presentaba a clientes a los que había ayudado a perder peso. Las reacciones positivas de los espectadores le hicieron ganar popularidad y en la década de 1980, Simmons presentó dos programas: Slim Cookin y el programa de entrevistas The Richard Simmons Show, ganador de un premio Emmy, en los que se centraba en la salud personal, la forma física, el ejercicio y la cocina sana.
Ha aparecido frecuentemente en programas de televisión. Tuvo una participación en Los Simpson en el episodio «El heredero de Burns» como un robot creado a su semejanza; la escena parodia también a Terminator 2, ya que el robot, a semejanza del T-1000, personaje principal de la misma película, demuestra la capacidad de regenerarse cuando se le dispara con un arma. También apareció en el episodio «T de tragedia» de Johnny Bravo, como un abusador escolar que hostigaba de niño a Johnny, episodio que también contó con la participación de Mr. T.
Es visto en la duología de El profesor chiflado y Nutty Professor II: The Klumps.